# Louis Laugier
Louis Laugier, né le 2 septembre 1965 à Paris, est un haut fonctionnaire français, nommé directeur général de la Police nationale le 31 octobre 2024.

## Biographie

### Famille
Il est le père de Stanislas Laugier, cofondateur en 2020 et dirigeant de la Ligue ligérienne, un groupuscule d'extrême droite radicale nationaliste-révolutionnaire sis à Nantes,.

### Carrière
Louis Laugier fait l'École spéciale militaire de Saint-Cyr dans la promotion Callies, de 1986 à 1989. Il rejoint ensuite le 13e bataillon de chasseurs alpins (BCA) de Barby, en Savoie.
Après dix ans passés dans l'Armée de terre comme officier, il devient directeur de cabinet (sous-préfet) du préfet de l'Yonne en 2000,. Il est chef de service des ressources humaines à la préfecture de police de Paris de 2005 à 2007, puis occupe un poste similaire à la Direction générale de la Police nationale (DGPN) de 2009 à 2012, avant d'être successivement, entre 2015 et 2024, préfet de l'Aveyron, de la Savoie, du Haut-Rhin et de l'Isère,.
En octobre 2024, il est nommé directeur général de la Police nationale par le ministre de l'Intérieur Bruno Retailleau, en remplacement de Frédéric Veaux,.

## Décorations
- Officier de la Légion d'honneur (15 janvier 2025)[7]
- Officier de l'ordre national du Mérite
- Médaille d'Outre-Mer avec l'agrafe « Liban »
- Médaille de la Défense nationale, échelon bronze
- Médaille de la protection militaire du territoire
- Médaille commémorative de la FINUL